# Blackpool FC
Blackpool Football Club (engleză ˈblækˌpul)  este o echipă de fotbal din Blackpool, Anglia, fondată în 1887, care evoluează în Football League One.